# スパイク・カーライル
スパイク・カーライル（Spike Carlyle、1993年5月6日 - ）は、アメリカ合衆国の男性総合格闘家。カリフォルニア州サンディエゴ出身。キングスMMA所属。

## 来歴
4歳から空手を2年間、12歳からレスリングを4年間経験。
15歳の時、日本の格闘技団体『DREAM』と『戦極』を見て出場選手達のファンになり、そこから遡って『PRIDE』の全大会を見て日本の総合格闘技とPRIDEに夢中になった。その流れで自分も将来は総合格闘家になりたいと考えるようになる。その後、ムエタイ・総合格闘技・ブラジリアン柔術を始めて18歳の時にプロ総合格闘家になると決意した。

### UFC
2020年2月29日、UFC初参戦となったUFC Fight Night: Benavidez vs. Figueiredoでアーロン・クルーズと対戦。スタンドの肘打ちで崩れた相手にパウンドで追撃し、1RTKO勝ちを収めた。
2020年5月30日、UFC on ESPN: Woodley vs. Burnsでビリー・クアランティーロと対戦し、0-3の判定負けを喫した。
2020年11月28日、UFC on ESPN: Smith vs. Clarkでビル・アルジオと対戦し、0-3の判定負けを喫した。
LFA、Ballys Fight Night、Cage Warriors130に参戦し全てKO・一本勝ちで3連勝。

### Bellator
2021年12月3日、Bellator初参戦となったBellator 272: Pettis vs. Horiguchiでダン・モレットと対戦。終始劣勢であったが、3Rにリアネイキッドチョークで逆転の一本勝ちを収めた。

### RIZIN
長年、様々なメディアで「私の夢は大好きな日本で戦い、RIZINのチャンピオンになること」と言い続けていたが、コロナウイルスによる入国規制によりRIZINと契約出来ない時期が続いた。そのためBellatorなど複数の団体に出場していたが、2022年に規制が緩和されたことによりRIZINと契約。その時点ではBellatorの契約も残っていたため、両団体に出場できる契約を結び、かねて希望していたRIZINに参戦。
2022年4月17日、RIZIN初参戦となったRIZIN.35で武田光司と対戦し、1Rはバックポジションからコントロールされるなど厳しい展開が続いたが、2Rタックルにフロントチョークを合わせて逆転一本勝ちを収めた。
2022年10月1日、Bellator 286で元Bellator世界フェザー級王者AJ・マッキーと対戦し、0-3の判定負けを喫した。なお、この試合はカーライルが200g体重超過したため、キャッチウェイトで行われた。
2023年5月6日、RIZIN.42で現RIZINライト級王者のホベルト・サトシ・ソウザとノンタイトル戦で対戦し、0-3の判定負けを喫した。
2023年9月24日、RIZIN.44で堀江圭功と対戦し、0-3の判定負け。
2024年6月9日、RIZIN.47で元HEATライト級王者のキム・ギョンピョと対戦し、1R序盤に右手を脱臼して攻防に影響が出るも、3Rにリアネイキッドチョークで逆転一本勝ちを収めた。約2年2ヶ月ぶりの勝利となった。
2025年3月30日、RIZIN.50で泉武志と対戦し、1Rにパンチでダウンを奪うも後半盛り返される試合となり、最終的にカーライルのレッドカードなどもあり、0-3の判定負けとなった。なお、カーライルが前日計量で契約体重を2kgオーバーしたため、泉が勝った場合のみ公式記録、泉が負けるか引き分けた場合はノーコンテストとなり、さらにカーライルはレッドカードによる減点（判定50％減）のペナルティを受けた状態での試合となった。

## 人物・エピソード
- 日本のアニメや漫画が大好きで、日本での試合の入場時には様々な作品のコスプレをして入場する[12]。
- 「今も昔もこれからも、日本のPRIDEが世界で一番の団体だ！」と言い続けている。その流れでPRIDEの後継団体であるRIZINと契約した。[映像 2]
- 2024年6月のRIZIN.47のキム・ギョンピョ戦では、当時RIZINで連敗中だったことからコスプレでの入場を一旦封印して、PRIDEリスペクトの気持ちからPRIDEヘビー級王者エメリヤーエンコ・ヒョードルの入場曲で入場した[13]。
- 15歳の頃から日本の総合格闘技団体で試合をすることを夢見続けていた。そのため、2022年4月に28歳でRIZINに初出場した際には、「長年描き続けてきた夢がやっと叶ったよ。人生で1・2を争う最高の時間だった！」と心から喜んだ。[映像 3]
- 2024年9月、自身の公式X（Twitter）アカウント[14]に続き、自身の日本公式X（Twitter）アカウント[15]も開設した。
- 2024年10月にはプライベートで日本に観光に来て、RIZINオフィスで日本へのリスペクトとRIZIN愛を語り続けた[16]。
- RIZIN公式YouTubeチャンネルより、スパイク・カーライルによる自己紹介動画（2022）[映像 2]

## 戦績

### プロ総合格闘技
| 総合格闘技 戦績 | 総合格闘技 戦績 | 総合格闘技 戦績 | 総合格闘技 戦績 | 総合格闘技 戦績 | 総合格闘技 戦績 | 総合格闘技 戦績 |
| --------------- | --------------- | --------------- | --------------- | --------------- | --------------- | --------------- |
| 22 試合         | (T)KO           | 一本            | 判定            | その他          | 引き分け        | 無効試合        |
| 15 勝           | 6               | 8               | 1               | 0               | 0               | 0               |
| 7 敗            | 0               | 0               | 7               | 0               | 0               | 0               |

| 勝敗 | 対戦相手                       | 試合結果                           | 大会名                                    | 開催年月日     |
| ×    | 泉武志                         | 5分3R終了 判定0-3                  | RIZIN.50                                  | 2025年3月30日  |
| ○    | キム・ギョンピョ               | 3R 1:11 リアネイキッドチョーク     | RIZIN.47                                  | 2024年6月9日   |
| ×    | 堀江圭功                       | 5分3R終了 判定0-3                  | RIZIN.44                                  | 2023年9月24日  |
| ×    | ホベルト・サトシ・ソウザ       | 5分3R終了 判定0-3                  | RIZIN.42                                  | 2023年5月6日   |
| ×    | AJ・マッキー                   | 5分3R終了 判定0-3                  | Bellator 286: Pitbull vs. Borics          | 2022年10月1日  |
| ○    | 武田光司                       | 2R 1:35 フロントチョーク           | RIZIN.35                                  | 2022年4月17日  |
| ○    | ダン・モレット                 | 3R 2:58 リアネイキッドチョーク     | Bellator 272: Pettis vs. Horiguchi        | 2021年12月3日  |
| ○    | JJ・アンブローズ               | 2R 1:19 KO（右フック）             | Cage Warriors 130                         | 2021年10月17日 |
| ○    | ジル・グアルダード             | 1R 4:58 アームバー                 | Ballys Fight Night                        | 2021年6月9日   |
| ○    | バットスムベレル・ダグワドルジ | 1R 4:58 リアネイキッドチョーク     | LFA 103                                   | 2021年3月26日  |
| ×    | ビル・アルジオ                 | 5分3R終了 判定0-3                  | UFC on ESPN: Smith vs. Clark              | 2020年11月28日 |
| ×    | ビリー・クアランティーロ       | 5分3R終了 判定0-3                  | UFC on ESPN: Woodley vs. Burns            | 2020年5月30日  |
| ○    | アーロン・クルーズ             | 1R 1:25 TKO（パウンド）            | UFC Fight Night: Benavidez vs. Figueiredo | 2020年2月29日  |
| ○    | ジョンポール・レボソノヤニ     | 1R 1:50 KO（パンチ）               | LXF 4                                     | 2019年11月15日 |
| ○    | マシュー・コルクホーン         | 1R 3:58 KO（右バックハンドブロー） | LFA 74                                    | 2019年8月30日  |
| ○    | フェルナンド・パディーラ       | 5分3R終了 判定3-0                  | CXF 17                                    | 2019年3月9日   |
| ○    | ブリアン・デル・ロサリオ       | 2R 2:41 リアネイキッドチョーク     | Combate Americas: Road to Copa Combate    | 2018年8月28日  |
| ×    | セローブ・ミナシヤン           | 5分3R終了 判定0-3                  | CXF 12                                    | 2018年4月21日  |
| ○    | ジョセフ・ロドリゲス           | 1R 2:02 リアネイキッドチョーク     | California Cage Wars 4                    | 2018年3月4日   |
| ○    | ラジーム・ウェルズ             | 1R 0:55 TKO（パウンド）            | California Cage Wars 2: Cuero vs. Cannon  | 2017年11月12日 |
| ○    | ライメル・デイヴィス           | 1R 0:05 KO（パンチ）               | Gladiator Challenge: Fight Club           | 2017年10月7日  |
| ○    | カルム・ハイランド             | 1R 1:52 アームバー                 | California Cage Wars: Peralta vs. Smith   | 2017年9月3日   |

### アマチュア総合格闘技
| 勝敗 | 対戦相手                   | 試合結果               | 大会名                         | 開催年月日    |
| ○    | ジェフ・クレイトン         | 3R 1:49 アームバー     | Epic Fighting 33               | 2017年2月3日  |
| ○    | マーカス・ウォルストン     | 3R 2:31 サブミッション | Best of Both Worlds 2          | 2016年8月19日 |
| ×    | ジェレミー・ファトゥロッソ | 3分3R終了 判定1-2      | Epic Fighting 31               | 2016年6月24日 |
| ○    | マーカス・ウォルストン     | 1R 2:21 サブミッション | CFL 7                          | 2016年4月23日 |
| ○    | ブルース・スミス           | 1R 2:14 サブミッション | The Hurt Business Presents     | 2016年4月10日 |
| ○    | スティーブ・マリガン       | 3分3R終了 判定2-1      | TFE: Team Quest vs. The Empire | 2016年3月12日 |
| ×    | ジャヴァン・コールマン     | 3分3R終了 判定0-3      | CFL 6                          | 2016年2月6日  |
| ○    | ヘスス・サンチェス         | 2R 1:07 サブミッション | Epic Fighting 29               | 2015年11月6日 |
| ○    | ジェフ・ロス               | 3分3R終了 判定3-0      | XFS: Taco                      | 2015年3月21日 |
| ×    | ジェフ・ロス               | 3分3R終了 判定1-2      | XFS: Hurricane Pro             | 2015年1月17日 |
| ○    | クリス・ロペス             | 1R 1:17 サブミッション | World Combat Series            | 2012年5月5日  |
| ×    | ケレン・デラニー           | 3分3R終了 判定0-3      | Fist Series                    | 2011年6月26日 |
| ×    | アンドリュー・デトウィラー | 3分3R終了 判定0-3      | ALFA League 3                  | 2011年6月11日 |
| ○    | カルロス・ウマナ           | 3分3R終了 判定3-0      | California Regional            | 2011年5月21日 |

### 試合映像
1. ↑  『【試合映像】武田光司 vs. スパイク・カーライル / Koji Takeda vs. Spike Carlyle - RIZIN.35』RIZIN公式YouTubeチャンネル、2022年。
2. ↑  『【試合映像】ホベルト・サトシ・ソウザ vs. スパイク・カーライル / Roberto Satoshi Souza vs. Spike Carlyle - RIZIN.42』RIZIN公式YouTubeチャンネル、2023年。
3. ↑  『【試合映像】スパイク・カーライル vs 堀江圭功 / Spike Carlyle vs. Yoshinori Horie - RIZIN.44』RIZIN公式YouTubeチャンネル、2023年。

### 補足映像
1. ↑  『【番組】RIZIN CONFESSIONS #98（※番組内で試合映像。武田光司とスパイク・カーライルによる試合振り返りドキュメンタリー番組）』RIZIN公式YouTubeチャンネル、2022年。
2. ↑  『【番組】RIZIN CONFESSIONS #124（※番組内で試合映像。ホベルト・サトシ・ソウザとスパイク・カーライルによる試合振り返りドキュメンタリー番組）』RIZIN公式YouTubeチャンネル、2023年。
3. ↑  『【番組】RIZIN CONFESSIONS #133（※番組内で試合映像。堀江圭功とスパイク・カーライルによる試合振り返りドキュメンタリー番組）』RIZIN公式YouTubeチャンネル、2023年。
4. ↑  『【番組】RIZIN CONFESSIONS #153（※番組内で試合映像＆スパイク・カーライルとキム・ギョンピョによる試合振り返りドキュメンタリー番組）』2024年。

### 映像資料
1. ↑  『【選手自己紹介】Meet the Fighter | スパイク・カーライル / Spike Carlyle - RIZIN.35』RIZIN公式YouTubeチャンネル、2022年。
2. 1 2  『【選手自己紹介】Meet the Fighter | スパイク・カーライル / Spike Carlyle - RIZIN.35』RIZIN公式YouTubeチャンネル、2022年。
3. ↑  『【番組】RIZIN CONFESSIONS #98』RIZIN公式YouTubeチャンネル、2022年。